# マンハセット交渉
マンハセット交渉 (Manhasset I, II, III and IV)は、西サハラ紛争を解決するため、2007年から2008年にわたってニューヨーク州マンハセットにおいて、モロッコとサハラ人独立運動の代表であるポリサリオ戦線の間で行われた対話のことである。これらは7年間にわたり2者間で直接的な交渉を行ってきたが、この対話には近隣の国、アルジェリアとモーリタニアも出席した。
交渉の結果、「強い信頼の中で前提条件なしに直接交渉に入る」ことを促す、2007年4月30日の国連安保理決議1754に双方が同意した。また、決議は国際連合西サハラ住民投票ミッション (MINURSO)を2007年10月31日までに拡大することを要求した。
対話の最初のラウンドは2007年6月18日から19日に行われ、双方が8月10日から12日に再開することに合意した。2回目は進展なしに終わったが、日時は定められなかったものの双方次のラウンドを持つことに合意した。2008年1月8日から9日の間に開催された最後のラウンドにおいて、双方とも「交渉のより強力で現実的な段階に入ることの必要性」に合意した。4回目は2008年3月18日から19日に行われた。この交渉は国際連合事務総長潘基文の個人特使、Peter van Walsumによって監督された。

## 背景
マンハセット交渉は西サハラ紛争の平和的解決に向けた3回目の試みとみなすことができる。1991年、解決計画が締結され、民族自決住民投票(モロッコへの併合か、SADRとしての独立か)を1992年を行うことが計画された。しかし、投票を是としない人々の反対により、これは再三に渡って延期された。モロッコは固有の選挙権保有者数を超える数の不法入植者を西サハラへ送り込み、これに対しポリサリオ戦線は1991年の協定に基づき1975年のモロッコによる占領以前への即座の撤退を求め、これを投票資格の基礎とすることを主張した。これに関してモロッコは、これらの人々は本物のサハラ人であり、彼ら抜きに投票は行われるべきでないと主張した。
1997年、アメリカの仲裁のもとモロッコとポリサリオ戦線は、投票過程を再開させるヒューストン協定へと進んだ。平和の維持と独立投票の準備を目的とする国連のMINURSOミッションは、約85000人分の準備的なリストを作成し、投票の準備段階である投票者の登録を1999年に終了した。MINURSOの査察団による面談により投票権を失った、もしくは調査を拒否したサハラ人だと主張してきた大量の人々の除外にモロッコは抗議した。モロッコの19万人におよぶ個人的な抗議が行われ。国連の公式筋は投票が再び行き詰まったことを認めた。
21世紀に入ると、強力なアメリカの後押しと共に、ベイカー計画のような平和的解決への新しい試みが行われた。これらの文書は共に、ポリサリオ戦線が"入植者"だと主張してきた人々やMINURSOの投票権審査で無関係と判断された人々を含む、地域内のすべての住民に完全な投票権を意味していた。最初のベイカー計画は草案として発表され、モロッコに強く支持されたが、ポリサリオ戦線が同様に強い反対を表明すると安全保障理事会によって却下された。対照的に、安全保障理事会決議(SCR 1495)によって推された、2003年夏の詳細なプランはポリサリオ戦線によって慎重に認められた。しかし、 無記名投票としての独立を含む面で、断定的にモロッコに拒否された。ムハンマド6世 (モロッコ王)がスローネを訪問した後から、モロッコは独立投票への1991年と1997年の合意を破棄していた。ポリサリオ戦線は、モロッコがこのようにして、完全に独立投票に委ねるとした1991年の停戦合意を破ったと主張しているが、戦闘が再開されることはなかった。
モロッコの主権下での自治計画を準備しているとモロッコが宣言している間、自体は再び停滞に陥った。ポリサリオ戦線は無記名投票における第3の意見として、自治に入ることを認めたが、法的な意味で民族自治になり得ないと反対する、独立の可能性を含まない投票に関する議論は拒絶した。

## 代表団

### モロッコ
モロッコ代表団のうち、マンハセット交渉II-IVに参加していなかった者は、以前の内務大臣であったen:Fouad Ali El Himmaのみである。: 
- Chakib Benmoussa, 内務大臣、交渉団筆頭
- Taieb Fassi Fihri, 外務次官
- Khalihenna Ould Errachid, 王立サハラ問題諮問評議会（CORCAS）議長
- Yassine Mansouri, モロッコの諜報(DGED)長
- Mohamed Saleh Tamek, リオ・デ・オロ州総督
- Maoulainine Khallihenna, CORCAS事務総長

他にも、南部諸州からの最高府高官が代表団の一部を構成していた。

### ポリサリオ戦線
- Mahfoud Ali Beiba, サハラ国民評議会、ポリサリオ戦線委任代表
- Bachir Radhi Segaiar, ポリサリオ戦線指揮官、Mohammed Abdelazizのアドバイザー
- Ahmed Boukhari, ポリサリオ戦線国連大使
- Brahim Ghali
- Mohamed Khadad
- Sidi M. Omar

### アルジェリア
- Abdallah Baali, 大使、外務省顧問
- Youcef Yousfi, アルジェリア国連大使

### モーリタニア
- Sidi Mohamed Ould Boubacar, 駐スペインモーリタニア大使
- Abderrahim Ould Hadrami, モーリタニア国連大使
- Abdelhafid Hemmaz, 外務省顧問